# ギヴン・シングルマ
ギヴン・シングルマ（Given Singuluma、1986年7月19日 - ）は、ザンビアの元サッカー選手。元ザンビア代表。現役時代のポジションはFW。

## クラブ歴
ルサカのナショナル・アセンブリーFCで選手となった後、南アフリカ共和国のベイ・ユナイテッドFCを経て、再びザンビアに戻りザナコFCに在籍した。2009年にコンゴ民主共和国のTPマゼンベに加入し、10番を背負った。

## 代表歴
2006年に代表初出場。その後、アフリカネイションズカップ2010、アフリカネイションズカップ2015に出場した。 2015年1月18日に行われたアフリカネイションズカップ2015の開幕戦ではコンゴ民主共和国代表から得点を奪い、1-1の引分に持ち込んだ。